# Mallorca Championships 2022 - Qualificazioni singolare
Le qualificazioni del singolare maschile del Mallorca Championships 2022 sono state un torneo di tennis preliminare per accedere alla fase finale della manifestazione. I vincitori dell'ultimo turno sono entrati di diritto nel tabellone principale. In caso di ritiro di uno o più giocatori aventi diritto a questi sono subentrati i lucky loser, ossia i giocatori che hanno perso nell'ultimo turno ma che avevano una classifica più alta rispetto agli altri partecipanti che avevano comunque perso nel turno finale.

## Teste di serie
1. Nikoloz Basilašvili (primo turno)
2. Jordan Thompson (qualificato)
3. Alejandro Tabilo (qualificato)
4. Denis Kudla (ultimo turno)

1. Quentin Halys (ultimo turno)
2. Carlos Taberner (primo turno)
3. Fernando Verdasco (ultimo turno)
4. Tarō Daniel (qualificato)

## Qualificati
1. Antoine Bellier
2. Jordan Thompson

1. Alejandro Tabilo
2. Tarō Daniel

## Tabellone

### Sezione 1
|  | Primo turno | Primo turno         | Primo turno         | Primo turno | Primo turno |  |  | Ultimo turno | Ultimo turno    | Ultimo turno | Ultimo turno | Ultimo turno |  |
|  |             |                     |                     |             |             |  |  |              |                 |              |              |              |  |
|  | 1/WC        | Nikoloz Basilašvili | Nikoloz Basilašvili | 65          | 64          |  |  |              |                 |              |              |              |  |
|  | Alt         | Mats Rosenkranz     | Mats Rosenkranz     | 7           | 7           |  |  | Alt          | Mats Rosenkranz | 6            | 65           | 67           |  |
|  | Alt         | Antoine Bellier     | Antoine Bellier     | 6           | 7           |  |  | Alt          | Antoine Bellier | 4            | 7            | 7            |  |
|  | 6           | Carlos Taberner     | Carlos Taberner     | 3           | 6(0)        |  |  |              |                 |              |              |              |  |

### Sezione 2
|  | Primo turno | Primo turno            | Primo turno            | Primo turno | Primo turno |  |  | Ultimo turno | Ultimo turno    | Ultimo turno    | Ultimo turno | Ultimo turno |  |
|  |             |                        |                        |             |             |  |  |              |                 |                 |              |              |  |
|  | 2/Alt       | Jordan Thompson        | Jordan Thompson        | 6           | 6           |  |  |              |                 |                 |              |              |  |
|  | Alt         | Dragoș Nicolae Mădăraș | Dragoș Nicolae Mădăraș | 1           | 1           |  |  | 2/Alt        | Jordan Thompson | Jordan Thompson | 6            | 6            |  |
|  |             | Andrej Kuznecov        | 7                      | 1           | 64          |  |  | 5            | Quentin Halys   | Quentin Halys   | 2            | 0            |  |
|  | 5           | Quentin Halys          | 63                     | 6           | 7           |  |  |              |                 |                 |              |              |  |

### Sezione 3
|  | Primo turno | Primo turno        | Primo turno        | Primo turno | Primo turno |  |  | Ultimo turno | Ultimo turno      | Ultimo turno      | Ultimo turno | Ultimo turno |  |
|  |             |                    |                    |             |             |  |  |              |                   |                   |              |              |  |
|  | 3           | Alejandro Tabilo   | 3                  | 6           | 6           |  |  |              |                   |                   |              |              |  |
|  |             | Lucas Miedler      | 6                  | 3           | 4           |  |  | 3            | Alejandro Tabilo  | Alejandro Tabilo  | 6            | 6            |  |
|  |             | Jan-Lennard Struff | Jan-Lennard Struff | 4           | 3           |  |  | 7            | Fernando Verdasco | Fernando Verdasco | 4            | 3            |  |
|  | 7           | Fernando Verdasco  | Fernando Verdasco  | 6           | 6           |  |  |              |                   |                   |              |              |  |

### Sezione 4
|  | Primo turno | Primo turno       | Primo turno       | Primo turno | Primo turno |  |  | Ultimo turno | Ultimo turno | Ultimo turno | Ultimo turno | Ultimo turno |  |
|  |             |                   |                   |             |             |  |  |              |              |              |              |              |  |
|  | 4           | Denis Kudla       | Denis Kudla       | 6           | 6           |  |  |              |              |              |              |              |  |
|  | WC          | Marc Othman Ktiri | Marc Othman Ktiri | 0           | 1           |  |  | 4            | Denis Kudla  | 6            | 4            | 3            |  |
|  | Alt         | Otto Virtanen     | Otto Virtanen     | 5           | 3           |  |  | 8            | Tarō Daniel  | 3            | 6            | 6            |  |
|  | 8           | Tarō Daniel       | Tarō Daniel       | 7           | 6           |  |  |              |              |              |              |              |  |